# 美々杏里
美々 杏里（みみ あんり、9月2日 - ）は、元宝塚歌劇団月組の女役。
大阪府大阪市、大阪信愛女学院高等学校出身。身長160cm。愛称は「ちず」、「ちーたん」。

## 来歴
1986年、宝塚音楽学校入学。
1988年、宝塚歌劇団に74期生として次席入団。花組公演「キス・ミー・ケイト」で初舞台。その後、星組に配属。
1996年4月1日付で雪組へと組替え。
1998年1月1日付で、宙組創設に伴う発足メンバーとして宙組へ組替え。
2000年7月5日付で月組へと組替え。
名歌手として活躍し、舞台を引き締める大役を数々と演じてきたが、2005年5月22日、彩輝直退団公演となる「エリザベート」東京公演千秋楽をもって、宝塚歌劇団を退団。

## 宝塚歌劇団時代の主な舞台

### 初舞台
- 1988年3 - 5月、花組『キス・ミー・ケイト』（宝塚大劇場のみ）

### 星組時代
- 1991年11月、『紫禁城の落日』新人公演：恒香（本役：木花咲耶）
- 1992年5月、『白夜伝説』新人公演：リルム／ピクシーの声（本役：出雲綾）／『ワン・ナイト・ミラージュ』
- 1993年6月、『うたかたの恋』新人公演：エリザベート皇后（本役：高ひづる）／『パパラギ -極彩色のアリア-』
- 1993年8月、『FILM MAKING』（バウ・東京特別）ゼルダ・フォン・オッペンハイマー
- 1994年2月、『若き日の唄は忘れじ』新人公演：小柳の女房（本役：出雲綾）／『ジャンプ・オリエント!』
- 1994年4月、『うたかたの恋』ヴェッツェラ男爵夫人／『パパラギ -極彩色のアリア-』（全国ツアー）
- 1994年8月、『カサノヴァ・夢のかたみ』新人公演：マリア・テレジア（本役：出雲綾）／『ラ・カンタータ!』
- 1994年10月、『Sion -愛の祈り-』（バウ・東京特別）ヴィヴィアン
- 1996年1月、『黄色いハンカチ』（バウ）ビブ・ウォーカー

### 雪組時代
- 1996年4月、『アリスの招待状 -チェシャ猫ホテルへようこそ-』（バウ）シスターK
- 1996年10月、『アナジ』（バウ・東京特別）テレザ
- 1997年5月、『嵐が丘』（バウ）ネリー

### 宙組時代
- 1998年1月、『夢幻宝寿頌』／『This is TAKARAZUKA!』（香港）
- 1998年3月、『エクスカリバー』マリアンヌ／『シトラスの風』
- 1998年6月、『嵐が丘』（東京特別・名古屋特別）ネリー
- 1998年10月、『エリザベート -愛と死の輪舞-』リヒテンシュタイン伯爵夫人[3]
- 1999年4月、『エクスカリバー -美しき騎士たち-』モーガン／『シトラスの風』（全国ツアー）
- 1999年6月、『激情 -ホセとカルメン-』エステル／『ザ・レビュー 99』
- 1999年9月、『TEMPEST -吹き抜ける九龍-』（バウ）シーラ・ウォン
- 2000年6月、『FREEDOM』（バウ・東京特別）イーディス

### 月組時代
- 2000年9月、『ゼンダの城の虜』アマンダ／『ジャズマニア』 エトワール
- 2001年1月、『いますみれ花咲く』／『愛のソナタ』マリー・テレーズ エトワール[3]
- 2001年3月、『プロヴァンスの碧い空』（東京特別）カトリーヌ・ド・サルニイ
- 2001年5月、『愛のソナタ』マリー・テレーズ／『ESP!!』[3]
- 2001年7月、『月組エンカレッジ・コンサート』（バウ）
- 2001年8月、『大海賊 -復讐のカリブ海-』アナ／酒場の女エルザ『ジャズマニア』 エトワール
- 2001年10月、『血と砂』（バウ・東京特別）フェリシア・ロドリーニョ（ペーペ）
- 2002年1月、『ガイズ&ドールズ』ミミ エトワール
- 2002年6月、『SLAPSTICK』（バウ）マリア・ドリー
- 2002年8月、『長い春の果てに』マドレーヌ／『With a song in my Heart』
- 2003年2月、『長い春の果てに』マドレーヌ／『With a song in my Heart』（中日）
- 2003年4月、『花の宝塚風土記』／『シニョール ドン・ファン』アンドレア
- 2003年9月、『なみだ橋 えがお橋』（バウ・東京特別）お喜世
- 2003年11月、『薔薇の封印 -ヴァンパイヤ・レクイエム-』マヤ
- 2004年4月、『ジャワの踊り子』（全国ツアー）ギャビー
- 2004年6月、『飛鳥夕映え -蘇我入鹿-』小足媛（おたらしひめ）／『タカラヅカ絢爛II -灼熱のカリビアンナイト』
- 2005年2月、『エリザベート -愛と死の輪舞-』ゾフィ 退団公演、エトワール[2][3]